# Ringhofferova hrobka

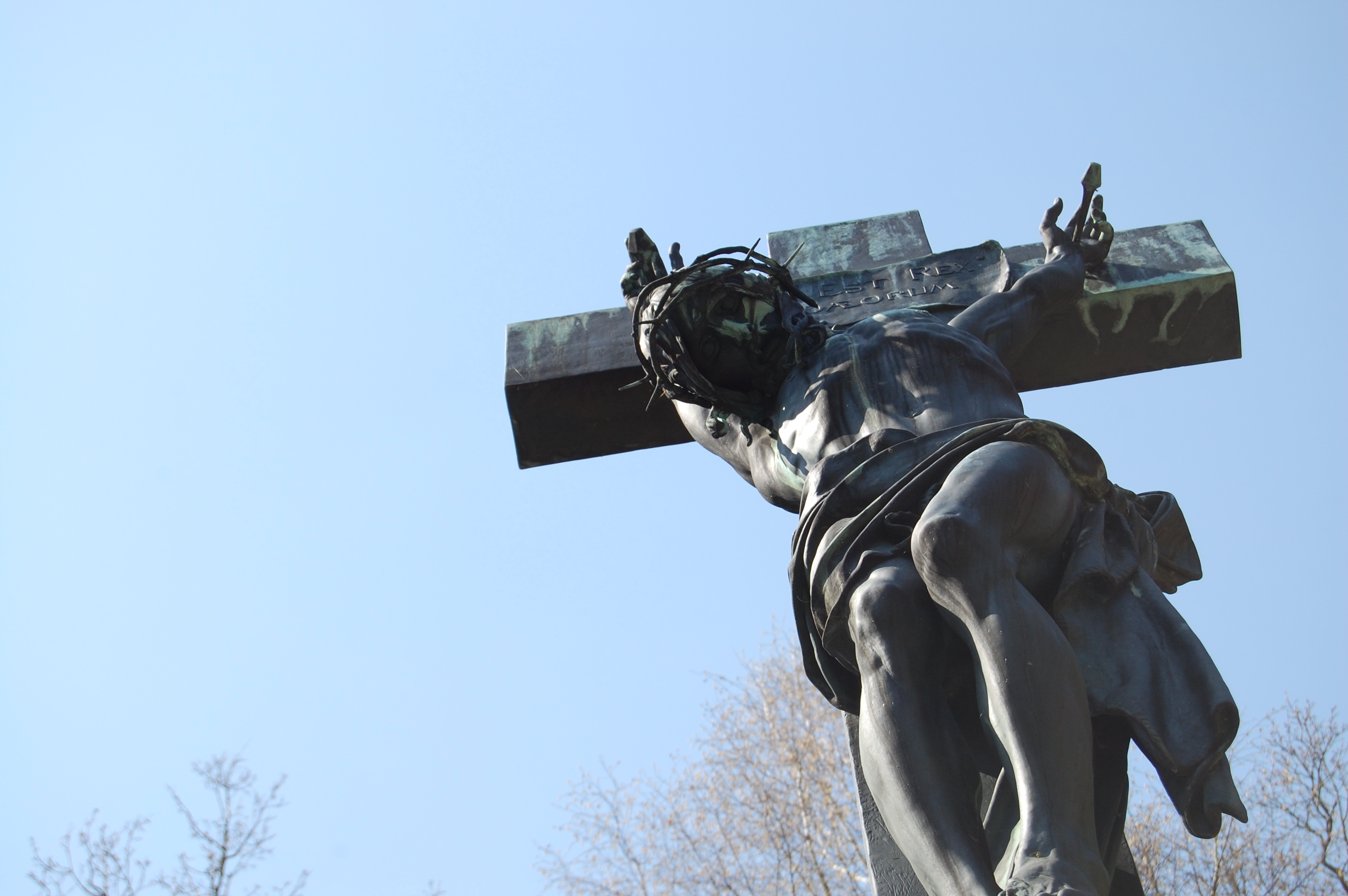
Myslbekův Ukřižovaný

Ringhofferova hrobka je monumentální hrobka rodiny průmyslníků Ringhofferů. Nachází se na západním okraji Kamenice u Prahy, severně od Těptína. Od roku 1958 je chráněna jako kulturní památka České republiky.
Byla vybudována v letech 1887–1892 podle návrhu architekta Jiřího Stibrala. Areál hrobky je ohrazený zdí s kovanou bránou. Vlastní hrobku tvoří monumentální půlkruhová žulová zeď s lavicí a schodištěm, uprostřed s bronzovým ukřižovaným Kristem od Josefa Václava Myslbeka.
Kolem hrobky vede naučná stezka Krajinou barona Ringhoffera vedoucí z Mirošovic. Umístění hrobky souvisí s továrnami, panstvím a zámky Ringhofferů, které byly nejen v Kamenici, ale i blízkých Velkých Popovicích nebo Kostelci u Křížků.
Areál hrobky je od roku 2021 ve vlastnictví Obce Kamenice a připravuje se jeho revitalizace.